# Santificação
Santificação (ou em sua forma verbal, santificar) significa literalmente o processo pelo qual se separa algo ou alguém para um uso ou um propósito religioso, ou seja, tornar sagrado ou consagrar. 

## Cristianismo
A santificação do crente é o processo pelo qual uma pessoa se consagra a Deus e escolhe recusar pecado, pela graça de Deus.

### Catolicismo
No catolicismo, é possível que o processo de santificação de uma pessoa seja reconhecido por sua comitiva, que então pode propor ao estudo de autoridades religiosas para entrar no catálogo de santos para quem o culto é prestado. A canonização é o último passo para reconhecer o estado do Santo verão.

### Cristianismo evangélico
Existem duas posições evangélicas sobre a santificação, a santificação progressiva e a santificação posicional.

##### Santificação progressiva
A santificação progressiva é a obra de santificação do crente por meio da graça e das decisões do crente após o novo nascimento. Esta é a posição de algumas denominações evangélicas, como as Igrejas Batistas e algumas denominações Pentecostais, como Assembléias de Deus e Igreja Quadrangular.  

##### Santificação posicional
A santificação posicional é o trabalho de santificação do crente que se torna completamente completo no novo nascimento. Esta é a posição de algumas Pentecostais denominações, como Igreja Internacional Pentecostal de Santidade, Igreja de Deus (Cleveland) e Igreja de Deus em Cristo. 

## Islã
No Islã, usa-se a santificação para orar sobre os santos, especialmente entre sufis, em quem é comum dizer "que Deus santifica o seu segredo" ("qaddasa Llahou Sirruhu"), e que o Santo está vivo ou morto.